# The White Bus
The White Bus is een Britse dramafilm uit 1967 onder regie van Lindsay Anderson.

## Verhaal
Een meisje heeft tijdens een wandelingen surrealistische ontmoetingen met een rugbyspeler, een jongeman die om haar hand vraagt en een burgemeester die ervan geniet om haar beet te nemen. Naast het wandelen laat ze haar ook vervoeren in een witte bus.

## Rolverdeling
| Acteur          | Personage          |
| --------------- | ------------------ |
| Patricia Healey | Meisje             |
| Arthur Lowe     | Burgemeester       |
| John Sharp      | Dignitaris         |
| Julie Perry     | Conducteur         |
| Stephen Moore   | Jongeman           |
| Victor Henry    | Transistoriet      |
| John Savident   | Supporter          |
| Fanny Carby     | Supporter          |
| Malcolm Taylor  | Supporter          |
| Allan O'Keefe   | Supporter          |
| Anthony Hopkins | Brechtiaan         |
| Jeanne Watts    | Vrouw in viswinkel |
| Eddie King      | Man in viswinkel   |
| Barry Evans     | Jongen             |
| Penny Ryder     | Meisje             |